# Tsutomu Mizushima
Pour les articles homonymes, voir Mizushima.
Tsutomu Mizushima (水島 努, Mizushima Tsutomu), né le 6 décembre 1965 à Chitose, Hokkaidō, est un réalisateur japonais de séries d'animation.

## Biographie
Mizushima est né le 6 décembre 1965, et a grandi à Hata, Nagano (aujourd'hui Matsumoto, Nagano). Au lycée, il produit des films indépendants puis, une fois diplômé du lycée de la préfecture de Nagano, et aspire à devenir un professeur de musique.
Cependant, il abandonne ses études supérieures et trouve un emploi au studio d'animation Shin-Ei Animation en 1986. On pourra noter que c'est cette affinité avec la musique qui le poussera plus tard à composer et à écrire les paroles. Au début de sa carrière, Mizushima travaille comme assistant de production sur plusieurs films Doraemon. Après avoir travaillé en tant qu'assistant de production sur Malicieuse Kiki et Chimpui, il s'occupe pour la première fois, en 1991, de la réalisation d'épisodes de séries d'animation, avec l'épisode 120 d'Oishinbo. Cependant, cette promotion est de courte durée puisqu'après Oishinbo, il est rétrogradé à assistant de production. Il prend en charge un autre film Doraemon, Dorami-chan : Hello, Dynosis Kids !! avant d'être embauché par le réalisateur de l'époque Mitsuru Hongo en tant qu'assistant-réalisateur pour le film d'animation Crayon Shin-chan: Buriburi ōkoku no hihō, sorti en 1994, malgré certaines objections de la production. En conséquence, la même année, il participe à la production de la série d'animation Crayon Shin-chan. Il fut pour la première fois impliqué dans le travail d'écriture pour le scénario de l'épisode spécial Sekizō no Ongaeshi da zo, diffusé le 25 décembre 1998, en parallèle de son travail de storyboard et de direction.
Il fait officiellement ses débuts en tant que réalisateur en 1999 avec le film Crayon Shin-chan : Explosion ! The Hot Spring's Feel Good Final Battle, tandis que la première série télévisée qu'il a réalisée était Haré + Guu en 2001. Il assiste également Takashi Ikehata dans ses travaux sous le pseudonyme Mizudori Mangetsu (水鳥満月). Le 20 août 2004, il quitte le studio d'animation Shin-Ei Animation, et devient réalisateur indépendant pour différents studios d'animation tels que JCStaff, PAWorks ou encore Production IG.
En décembre 2013, il remporte le prix individuel à la 18e édition des Animation Kobe Awards pour sa première œuvre originale, Girls und Panzer. Il est cité par divers médias pour sa polyvalence dans la création d'un large éventail de projets, du gag anime aux œuvres sérieuses et drames pour adolescents, en plus de son travail de composition des musiques et d'écriture des paroles de celles-ci.
Kadokawa annonce en octobre 2022 la production d'une série originale dirigée par Mizushima, intitulée Shūmatsu Train Doko e Iku?.

## Travaux

### En tant que réalisateur

#### Séries télévisées d'animation
- Haré + Guu
- xxxHOLiC
- Kujibiki♥Anbaransu
- Kemeko Derakkusu !
- Ōkiku Furikabutte
- Shinryaku! Ika Musume
- Yondemasuyo, Azazeru-san.
- BLOOD-C The Last Dark
- Another
- Joshiraku
- Girls und Panzer
- Genshiken
- Witchcraft Works
- Shirobako
- Prison School
- Mayoiga
- Kōya no Kotobuki Hikōtai
- Shūmatsu Train Doko e Iku

### OVA
- Bokusatsu tenshi Dokuro-chan
- Gāruzu ando Pantsā: Kore ga Hontō no Antsio-sen desu !
- Dai Mahō-Tōge
- Mudazumo Naki Kaikaku
- +Tic Elder Sister

### Films
- Gāruzu ando Pantsā Gekijōban (2015)[7]
- Gāruzu ando Pantsā Sai Shūshō (depuis 2017)
- Gekijōban Shirobako (2020)
- Kōya no Kotobuki Hikōtai Complete Edition (2020)